# 陈永强 (1978年)
陈永强（1978年11月1日—），大连人，足球运动员，曾入选中国国家足球队，作为一名防守型后腰，陈永强的中场拦截能力十分突出，而且作风硬朗。

## 职业生涯
1998年，陈永强由于违纪曾经被八一超能劝退，之后虽然被林乐丰带到了重庆红岩，却无法报名参加联赛，一年多时间内无球可踢。直到1999年10月，他才被深圳平安正式引进，重归职业联赛。2000年赛季涉及“深圳六君子”事件，2002年凭优秀的身体素质和过硬的场上作风坐稳了深圳队主力后腰的位置。2003年、2004年他在球队全年的出场次数和出场时间统计中几乎都是最高的。2004年他协助深圳健力宝夺得了首屆中国足球超级联赛的冠军。
2005年，陈永强首次入选中国国家队，但同年6月11日他遇歹徒袭击被砍伤，事件轰动了中国足坛，五个月后康复后淡出深足主力。2006年2月在深圳队的一场热身赛中复出，重返赛场。
陈永强在2008年4月被俱乐部以表现不佳为由，实因缩减开支被下放到深圳二队，停发大部分的薪水。7月重返一队，但不久后在对浙江一役后其表现不佳再遭俱乐部管理层不满从而又被下放，在随后的半年时间里，除了在深圳主场战河南的比赛中，陈永强来到现场为队友击鼓助威之外，这名老将已逐渐淡出人们的视野。此后陈永强曾多次表示希望能再次为深圳队效力，而自己平时也一直在保持训练。
2009年7月，陈永强从职业赛场消失了整整一年后，成功通过体能补测，获得了上场资格，再次重返赛场为深圳队效力，并在2009赛季帮助深圳队成功保级。赛季结束后深足经过反复权衡取舍，最终决定不与陈永强续约，并将他推荐到上海申花，年过31岁的陈永强也成为2010年志在年轻化的申花队引进的球员中年龄最大的球员。陈永强首发了联赛的前18场比赛，主要出任中后卫而不是自己熟悉的后腰位置，虽然暴露出身高与速度等硬伤问题，但是仍然表现出色。不过赛季中期，突然出现了因为私人原因未请假即离队的情况，主帅布拉泽维奇震怒之下从此弃用，再未能出现在阵容。陈永强被布拉泽维奇弃用后，陈永强跟随申花二队参加的训练并不系统，在该赛季联赛还没有结束前，陈永强就提前返回了深圳，并一直在家赋闲。
2011年2月27日，中甲新军天津润宇隆宣布陈永强自由转会加盟球队并兼任教练。同年8月球队因更換投资方迁到沈阳，易名为沈阳沈北后陈永强继续在球队効力。
2012年陈永强返回深圳，加盟新组建的乙级联赛球队深圳风鹏。在季前备战受伤后养伤半年，艰难复出并恢复上佳状态随队冲刺，但功亏一篑未能助风鹏冲甲。
2013年，饱受伤病困扰的陈永强选择退役，在深圳开办少年足球培训教当地的孩子踢球。

## 外部連結
- 陈永强-网易体育 （页面存档备份，存于）
- 陳永強被砍案件終審判決[永久]